# Leioproctus proximus
Leioproctus proximus är en biart som först beskrevs av Rayment 1935.  Leioproctus proximus ingår i släktet Leioproctus och familjen korttungebin. Inga underarter finns listade i Catalogue of Life.

## Bildgalleri

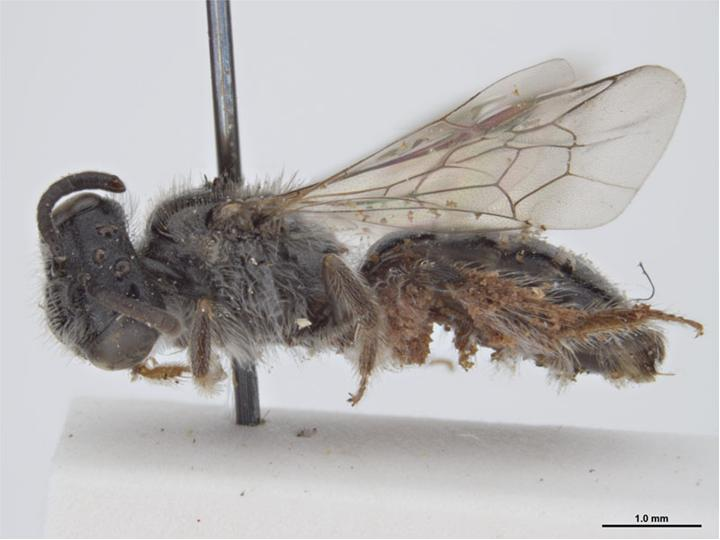
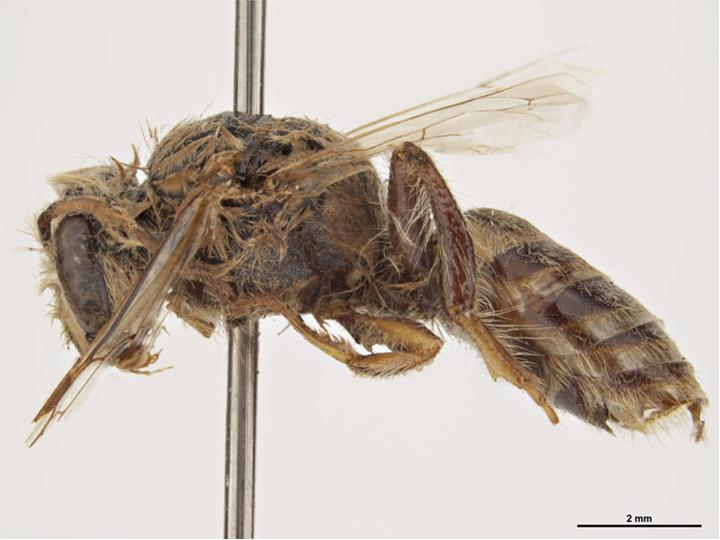